# Sarnersee
Sarnersee är en sjö i Schweiz. Den ligger i den centrala delen av landet, 60 km öster om huvudstaden Bern. Sarnersee ligger 467 meter över havet. Arean är 7,5 kvadratkilometer. Den sträcker sig 5,0 kilometer i nord-sydlig riktning, och 4,2 kilometer i öst-västlig riktning.
Följande samhällen ligger vid Sarnersee:
- Sarnen (9 410 invånare)
- Sachseln (4 511 invånare)
- Giswil (3 563 invånare)

I omgivningarna runt Sarnersee växer i huvudsak blandskog. Runt Sarnersee är det ganska tätbefolkat, med 75 invånare per kvadratkilometer.